# آناتولی میشکین
آناتولی میشکین (انگلیسی: Anatoly Myshkin؛ زادهٔ ۱۴ اوت ۱۹۵۴) بازیکن بسکتبال اهل اتحاد جماهیر شوروی سوسیالیستی است.
وی همچنین برندهٔ جوایزی همچون نشان دوستی شده‌است.
از باشگاه‌هایی که در آن بازی کرده‌است می‌توان به باشگاه بسکتبال زسکا مسکو اشاره کرد.
وی در مسابقات کشوری و بین‌المللی در مجموع برندهٔ ۳ مدال طلا، ۲ مدال نقره، ۴ مدال برنز شده‌است.